# Acalypha rubrinervis
Espèce
Classification phylogénétique
Statut de conservation UICN

 EX  : Éteint
Acalypha rubrinervis était une espèce de plantes à fleurs de la famille des euphorbiacées, endémique de l'île de Sainte-Hélène et maintenant éteinte.